# ID (ASKAの曲)
「ID」（アイディー）は、ASKAの5枚目のシングル。1997年2月5日に発売された。発売元は東芝EMI。

## 解説
タイトルの「ID」はIdentificationの略である（シングルのジャケットにはタイトル「ID」のロゴの中に"identification"の文字が書かれている）。
「ID」のMusic Videoとジャケット撮影、アルバム『ONE』のジャケット撮影はベトナムで行われた。撮影場所は、ベトナム南部のベンチェー市がメインで、一部ホーチミン市で撮られ、アジアの雑踏の中で「自分は何者なのか」を問いかけるような演出がなされている。ASKAは、撮影時に周りに集まっていた野次馬たちに、ジャッキー・チェンと間違われ、そのような振る舞いで場をやり過ごした事を、当時出演したテレビ朝日系『ミュージックステーション』やフジテレビ系『HEY!HEY!HEY! MUSIC CHAMP』などの音楽番組で話している。

## 収録曲
| 全作詞・作曲: 飛鳥涼。 |                       |           |            |                               |      |
| #                      | タイトル              | 作詞      | 作曲・編曲 | 編曲                          | 時間 |
| 1.                     | 「ID」                | 飛鳥涼    | 飛鳥涼     | 飛鳥涼、PAUL STAVELEY O'DUFFY | 4:49 |
| 2.                     | 「風の引力」          | 飛鳥涼    | 飛鳥涼     | 飛鳥涼、CHRIS PORTER          | 5:10 |
| 3.                     | 「ID (Instrumental)」 | 飛鳥涼    | 飛鳥涼     | 飛鳥涼、PAUL STAVELEY O'DUFFY | 4:47 |
| 合計時間:              | 合計時間:             | 合計時間: | 14:46      |                               |      |

## 楽曲解説
1. ID
フジテレビ系『木曜の怪談ファイナル「タイムキーパーズ」』テーマソング。また、自身出演のNEC CMソング。
2. 風の引力
JAL STORY '97 イメージソング。
3. ID (Instrumental)

## 収録アルバム
- ONE (#1,#2)
- ASKA the BEST Selection 1988-1998 (#1)
- Made in ASKA (#1)